# Adalimumab
Adalimumab, bán dưới tên thương hiệu Humira và các tên khác, là một loại thuốc dùng để điều trị viêm khớp dạng thấp, viêm khớp vảy nến, viêm cột sống dính khớp, bệnh Crohn, viêm loét đại tràng, bệnh vẩy nến, Hidradenitis mủ, viêm màng bồ đào, và viêm khớp thiếu niên vô căn. Sử dụng thuốc này thường chỉ được khuyến nghị ở những người không đáp ứng với các phương pháp điều trị khác. Nó được sử dụng bằng cách tiêm dưới da.
Các tác dụng phụ thường gặp bao gồm nhiễm trùng đường hô hấp trên, đau tại chỗ tiêm, phát ban và đau đầu. Các tác dụng phụ khác có thể bao gồm nhiễm trùng nghiêm trọng, ung thư, sốc phản vệ, kích hoạt lại viêm gan B, đa xơ cứng, suy tim, suy gan và thiếu máu bất sản. Sử dụng trong khi mang thai không được khuyến khích, trong khi một số cảm thấy sử dụng trong thời gian cho con bú có thể an toàn. Adalimumab là một loại thuốc chống thấp khớp điều trị bệnh và kháng thể đơn dòng hoạt động bằng cách làm bất hoạt yếu tố hoại tử khối u (TNFa).
Adalimumab đã được chấp thuận cho sử dụng y tế tại Hoa Kỳ vào năm 2002. Một tháng cung cấp thuốc tại Vương quốc Anh tiêu tốn của NHS khoảng £ 704,28 vào năm 2018. Tại Hoa Kỳ, chi phí bán buôn của số thuốc này là khoảng  đô la Mỹ 5.041,12. Vào năm 2014, một loại thuốc sinh học đã xuất hiện trên thị trường Ấn Độ với mức giá 400  đô la Mỹ mỗi tháng. Mặc dù bằng sáng chế đã hết hạn ở Hoa Kỳ vào năm 2016, có thể mất một vài năm trước khi các phiên bản chung có sẵn ở đó. Năm 2016, đây là loại thuốc được kê đơn nhiều thứ 150 tại Hoa Kỳ với hơn 4 triệu đơn thuốc.

## Sử dụng trong y tế
Giống như các thuốc ức chế TNF khác, nó là một loại thuốc ức chế miễn dịch, được sử dụng để điều trị các bệnh tự miễn như viêm khớp dạng thấp.
Adalimumab được đưa vào cơ thể bằng cách tiêm dưới da. Đối với hầu hết các chỉ định, điều trị duy trì là tiêm mỗi tuần.